# Gnatholea
Gnatholea is een kevergeslacht uit de familie van de boktorren (Cerambycidae). De wetenschappelijke naam van het geslacht werd voor het eerst geldig gepubliceerd in 1861 door Thomson.

## Soorten
Gnatholea omvat de volgende soorten:
- Gnatholea biseburata Mitono, 1939
- Gnatholea eburifera Thomson, 1861
- Gnatholea faceta Holzschuh, 1995
- Gnatholea fryana Gahan, 1906
- Gnatholea simplex Gahan, 1890
- Gnatholea stigmatipennis (White, 1855)
- Gnatholea subnuda Lacordaire, 1869